# NGC 7211
NGC 7211 (również PGC 68033) – galaktyka soczewkowata (S0), znajdująca się w gwiazdozbiorze Wodnika. Odkrył ją Albert Marth 3 sierpnia 1864 roku.